# Маркин, Андрей Михайлович
Андрей Михайлович Маркин (5 марта 1922 — 23 апреля 1944) — советский военно-морской лётчик, участник Великой Отечественной войны, Герой Советского Союза (31.05.1945, посмертно). Сержант (18.03.1941).

## Биография
Родился в семье рабочего. Русский. После окончания школы работал на одном из ленинградских заводов.
Призван в Военно-морской флот СССР на срочную службу в январе 1940 года. Окончил школу стрелков-бомбардиров в марте 1941 года, лётную школу в городе Орджоникидзе в октябре 1941 года. Однако вместо авиации сначала стал командиром отделения 24-го зенитного пулемётного полка ВВС Черноморского флота, с которым принимал участие в обороне Севастополя и в Керченско-Феодосийской десантной операции.
С июня 1942 года воевал на сухопутном фронте, будучи командиром отделения разведчиков в 83-й морской стрелковой бригаде, 138-й стрелковой дивизии и 143-й отдельной стрелковой бригаде. Во всех этих соединениях участвовал в Сталинградской битве. Был дважды ранен и после последнего тяжелого ранения с ноября 1942 года находился в госпитале.
Был членом ВЛКСМ с 1943 года.
После выздоровления в июне 1943 года был направлен на службу по специальности, в июле 1943 года окончил школу младших авиационных специалистов при 3-м военно-морском авиационном училище и затем прибыл воздушным стрелком-радистом в 46-й штурмовой авиационный полк ВВС Северного флота. Совершил 11 боевых вылетов на штурмовике Ил-2, в 7 воздушных боях отразил все атаки немецких истребителей и сбил 1 самолёт. Участвовал в потоплении 2 транспортов, шхуны и мотобота, подавил огонь зенитной точки противника.
Стрелок-радист штурмовика Ил-2 46-го штурмового авиационного полка ВВС Северного флота в экипаже капитана И. Б. Катунина. Погиб 23 апреля 1944 года вместе с командиром экипажа во время атаки группы советских самолётов на немецкий конвой Ki-117-Rp (следовавший из Киркенеса в Репе-фьорд). Согласно отчётам других пилотов группы, Катунину удалось направить подбитый самолёт огненным тараном на вражеский транспорт водоизмещением 5000 тонн и потопить его, за что И. Б. Катунин и А. М. Маркин были посмертно представлены к званию Героев Советского Союза.
Сведения об огненном таране не подтверждаются немецкими источниками, согласно которым сбитый зенитным огнём штурмовик упал в море в 150 метрах от плавбазы «Везер».
Указом Президиума Верховного Совета СССР от 31 мая 1944 года за «образцовое выполнение боевых заданий командования на фронте борьбы с немецкими захватчиками и проявленные при этом отвагу и геройство» сержанту Маркину Андрею Михайловичу посмертно присвоено звание Героя Советского Союза. Этим же указом звание Героя присвоено и его командиру капитану Илье Катунину.

## Награды
- Медаль «Золотая Звезда» — 31 мая 1944 года, посмертно.
- Орден Ленина — 31 мая 1944 года, посмертно.

## Память
- Приказом Министра обороны СССР от 1 сентября 1959 года А. М. Маркин был навечно зачислен в списки воинской части[1].
- Бюст А. М. Маркина в числе 53-х лётчиков-североморцев, удостоенных звания Героя Советского Союза, установлен в посёлке Сафоново на Аллее Героев около музея ВВС Северного флота.
- Его именем названы улица и средняя школа в посёлке Катунино Приморского района Архангельской области, там же установлен и бюст Героя.
- Фамилия Маркина А. М. выбита на каменных плитах мемориала в числе 898 фамилий тех, чьих могил нет на земле, — в память лётчиков, штурманов, стрелков-радистов ВВС Краснознамённого Северного флота, погибших в море в 1941—1945 годах, открытого 17 августа 1986 года на берегу Кольского залива в посёлке Сафоново (скульптор Э.И. Китайчук, архитектор В.В. Алексеев).